# جوليانا سيرافيم
جوليانا سيرافيم (ولدت عام 1934 في يافا، توفيت عام 2005) هي رسامة فلسطينية.

## حياتها
ولدت سيرافيم في يافا في فلسطين عام 1934، وهجّرت مع أهلها في نكبة 1948 إلى صيدا، وانتقلت إلى بيروت عام 1952، حيث درست الفنون وعملت في اغاثة اللاجئين.

## سيرتها الفنية
. درست الرسم في الأكاديمية اللبنانية للفنون الجميلة التي تزاملت فيها مع فنانين لبنانيين معروفين منهم الرسام اللبناني جون خليفة (1923-1978) وأقامت أول معرض في مشغله الخاص، وتبعته عدة معارض أنالتها اعترافا في الوسط الفني، وحصلت على منح دراسية في كل من مدريد وفلورنسا، ومثلت لبنان في معارض الإسكندرية (1962) وباريس (1963) وساو باولو (1967) الدولية.